# Holborn Station
Holborn Station er en London Underground-station i Holborn, London, placeret i krydset mellem High Holborn og Kingsway. Stationen betjenes af Piccadilly line, mellem Covent Garden og Russell Square, og Central line, mellem Tottenham Court Road og Chancery Lane, og er den eneste skiftestation mellem de to baner, på trods af at de krydser hinanden tre andre steder.

## Historie
Stationen blev åbnet af Great Northern, Piccadilly and Brompton Railway (GNP&BR, nu Piccadilly line) den 15. december 1906 under navnet Holborn (Kingsway). Kingsway var en ny vej, der gik mod syd fra High Holborn gennem en område, hvor der tidligere var slum, til Strand. Suffikset blev droppet på netværkskort i løbet af 1960'erne.
GNP&BR byggede deres station, hvor banen krydsede Central London Railway (CLR, nu Central line)-tunnellerne, der kørte under High Holborn. CLR havde været i drift siden 1900, og deres nærmeste station, British Museum, var 250 m mod vest.
På trods af at de var bygget og betjent af separate selskaber, var det almindeligt for de underjordiske jernbaner at planlægge ruter og placere stationer, så det var muligt at skifte mellem linjerne. Dette var gjort med andre baner på CLR-stationerne Oxford Circus og Tottenham Court Road, men der blev imidlertid ikke konstrueret en skiftetunnel mellem GNP&BR og CLR, da linjeføringen til British Museum Station ikke var velegnet for GNP&BR's rute til Strand Station (senere kaldet Aldwych). Krydset mellem High Holborn og den nybyggede Kingsway var også en mere prominent beliggenhed for en station end den, der var valgt af CLR. Central line-perronerne blev først åbnet den 25. september 1933, hvilket gjorde det muligt at skifte mellem banerne.
Åbningen af GNP&BR-grenen fra Holborn til Strand Station blev forsinket indtil den 30. november 1907 af anlægget af en underjordisk sporvogn.

### Stationens oprindelige konfiguration, 1906
I sin oprindelige konfiguration havde GNP&BR-stationen fire perronspor. To spor betjente de gennemkørende tog, mens de to andre spor betjente Aldwych-grenen. Et af disse var et gennemgående spor, med forbindelse nord for stationen til det nordgående spor til Russell Square, og det andet var et endespor.
For at den sydgående tunnel ikke skulle have konflikt med afgreningen til Aldwych, blev denne anlagt længere nede end de andre tunneller og perroner. Tunnellen mod Covent Garden (der herfra er mod sydvest) passerer under Aldwych-tunnellerne.
Modsat andre stationer tegnet af Leslie Green for GNP&BR er Holborn-stationens facade bygget af sten frem for den røde keramiske terra-cotta. Dette skyldtes at lokalplanen krævede brugen af sten for facader på Kingsway. Ind- og udgangspartierne på facaden blev bygget i granit og de andre dele blev bygget i samme stil, men med Portland-sten.

### Modernisering, 1933
Et forslag om forstørrelse af tunnellerne under High Holborn, for at gøre plads til nye perroner ved Holborn Station til CLR, så de kunne forlade British Museum Station, var en del af et privat lovforslag fra CLR, foreslået parlamentet i november 1913, men på grund af 1. verdenskrig fik arbejdet ikke i gang.
Som så mange andre Underground-stationer i det centrale London blev Holborn moderniseret i begyndelsen af 1930'erne. Stationens facader på Kingsway og High Holborn blev delvist ombygget til et modernistisk design af Charles Holden. Elevatorerne blev fjernet og en ny rummelig billethal skabte adgang til fire rulletrapper ned til en mellemliggende forhal, på samme niveau som de nye Central line-perroner. Disse er netværkets næstlængste rulletrapper efter dem på Angel Station. Endnu tre rulletrapper fortsætter ned til Piccadilly line-perronerne.

### Lukning af Aldwych-grenen
Aldwych-grenen havde meget lidt trafik, da den skulle konkurrere med sporvognene langs Kingsway. I de første driftsår blev der af og til kørt tog, kun mod nord, til Finsbury Park, men dette ophørte i 1908, og herefter fungerede grenen som et shuttletog mellem Holborn og Aldwych, hovedsageligt kørende fra det gennemgående spor.
Endesporet (spor 6) blev sjældent brugt og blev taget ud af service i 1917, og konverteret til lokaler, der undertiden blev benyttet som kontorer, beskyttelsesrum, lager og et vandrerhjem i krigstiden. Den østlige af de to tunneller til Aldwych blev også lukket.
Under 2. verdenskrig lukkede afgreningen og Aldwych Station midlertidigt (mellem 1940 og 1946) og blev benyttet som lager og som beskyttelseskælder.
Efter krigen begyndte der igen at køre tog, men kun i myldretiderne. I 1993 offentliggjorde London Underground at det ikke kunne betale sig at udskifte elevatorerne på Aldwych, så stationen ville blive lukket. Efter en kort udskydelse blev Aldwych Station lukket den 30. september 1994.
Siden 1994 er grenens tilbageværende perron på Holborn (spor 5) blevet benyttet som testfacilitet for nye perrondesigns, skiltning og reklamesystemer.

## Ulykker og hændelser
Den 9. juli 1980 omkring kl. 13:38 indtraf en ulykke på Central line ved Holborn.
13:17-toget fra Liverpool Street til White City holdt på det vestgående spor, blev kørt ind i af 12:49-toget fra Hainault til Ealing Broadway, som var blevet frigjort af sikkerhedssystemet uden for stationen, men toget kunne ikke standse i tide til at undgå kollision.
Lokomotivføreren i det bageste tog blev beskadiget, og blev hjulpet ud af førerhuset af en passager, men ingen kom alvorligt tilskade under ulykket. Det var nødvendigt at indstille trafikken for at fjerne de to tog.
En henvendelse konkluderede at ulykken var forudsaget af lokomotivføreren i det bageste tog, da han ikke kunne styre sit tog.
Den 8. december 1988 blev en 17-årig tyrkisk studerende fundet død på stationen, efter at være blevet stukket ned.
Den 21. oktober 1997 blev en 11-årig dreng dræbt, da han trukket af et tog, hvor hans anorak blev fanget i de lukkende døre.

## I musikken
Stationen var med i musikvideoen til sangen "New Song" af Howard Jones fra 1983, videoen til Leftfield's hit fra 1996 "Release The Pressure" og i videoen til Suedes sang "Saturday Night" fra 1997. Videoen viser tydeligt titlen "Kingsway" på Underground-rondellerne.
Stationen var også med i musikvideoen til 1998-sangen "Turn Back Time" af Aqua. Store dele af videoen var optaget på det forladte spor 5.

## I filmen
I Mike Leighs film fra 1996 "Hemmeligheder og løgne", aftaler Hortence (Marianne Jean-Baptiste) og Cynthia (Brenda Blethyn) at mødes på Holborn Station.

## Transportforbindelser
London buslinjer 1, 8, 19, 25, 38, 55, 59, 68, 91, 98, 168, 171, 188, 242, 243, 521 og X68 og natlinjerne N1, N8, N19, N35, N38, N41, N55, N68, N91, N98, N171 betjener stationens nærområde.

## Galleri
- Vestgående Central line-perron, set mod vest
- Vestgående Piccadilly line-perron, set mod vest
- Rondel på Piccadilly line vestgående perron. Billeder af genstande fra det nærliggende British Museums samling er også vist
- Dekorative metalpaneler på Central line-perronerne. Disse indeholder Trompe-l’œil-søjler og billeder af flere genstande fra museet.
- Rulletrappeskakt